# Вітков Захар Аронович
Захар Аронович Вітков (нар. 25 грудня 1910, Єнакієве, Катеринославська губернія, Російська імперія
 — пом. 2006) — історик, педагог, майор, доктор історичних наук (1951).

## Біографія
Народився 25 грудня 1910 у м. Єнакієве у бідній єврейській сім'ї.
У 1925 році закінчив школу.
Був активним комсомольцем.
У 1932—1935 роках навчався у Харківському державному педагогічному інституті на факультеті дитячого комуністичного руху.
У 1935—1938 роках працював комсоргом у Харківській школі № 6.
У 1937—1938 роках екстерном закінчив історичний факультет Харківського державного педагогічного інститута.
У 1938 році вступив в аспірантуру на кафедру давньої історії та археології Харківського державного університету імені О. М. Горького.
Працював у Харківському державному педагогічному інституті та Харківському державному університеті імені О. М. Горького.
Протягом 1948—1955 років працював у вишах Ростова.
Протягом 1956—1963 років працював у Мурманському державному педагогічному інституті.
Згодом — у педагогічному інституті м. Орла.

### Військова кар'єра
Згодом почалась Велика Вітчизняна війна. Як науковець, Захар Вітков був евакуйований разом з ХДУ до м. Кизилорда. Він мав квоту і міг працювати науковцем, але добивається відправки на фронт.
Лютий—травень 1942 року — направлений на курси Брянського військово-політичного училища.
Травень 1942—1943 роки — агітатор політвідділу тилу 41-шої армії Калінінського фронту.
1943—1945 — старший викладач СЕУ курсів молодших лейтенантів 2-го Українського фронту.
Працював викладачем СЕУ в Армавірському вищому військовому авіаційному училищі льотчиків.
Служив:
- старшим інструктором політуправління Північно-Кавказького військового округу (ПКВО),
- лектором політвідділу ВПС СКВО

Викладав у Вищій авіаційної офіцерській школі міста Грозного.
Заільнився з армії у військовому званні майора.

### Наукова діяльність
Як науковця-історика, Захара Віткова цікавили ті історичні проблеми, які для своєго дослідження потребували археологічних розкопок.
Так, серед досліджень слід виділити вивчення козацьких містечок на Дону й історію Кольського краю.
У травні 1941 року захистив дисертацію на тему «Гетский розгром Ольвии» і отримав науковий ступінь кандидата історичних наук. Хоча кандидатську дисертацію захистив у травні 1941 року, вчений ступінь кандидата надано 8 червня 1949 року, а вчене звання доцента — 11 червня.
У 1951 році захистив дисертацію і отримав науковий ступінь доктора історичних наук.

## Сім'я
- дружина — Віткова Анна Василівна, вчителька.
- донька — Віткова Нонна Захарівна (нар. 1936)

## Нагороди
- Орден Червоної Зірки
- Медаль «За перемогу над Німеччиною у Великій Вітчизняній війні 1941—1945 рр.»
- Медаль «30 років Радянській Армії та Флоту»

## Праці
- (рос.) Гетский разгром Ольвии : дис. … канд. ист. наук. — Х, 1941. — 156 с.
- (рос.) Витков З.А. Кагальницкий казачий городок / ред. К. А. Хмелевский // Из истории Дона (XVII—XX вв.) : сб. ст. — Ростов-на-Дону, 1956. — Вип. 1. — С. 27—50.
- (рос.) Витков З.А. Археологическая разведка Нижне-Кундрюченского казачьего городка // Ученые записки Мурманского государственного педагогического института. — Мурманск, 1957. — Т. 1. — С. 3—21.
- (рос.) Витков З.А. Первобытные люди на Кольском полуострове. — Мурманск, 1960. — 80 с.